# Näbbtorget

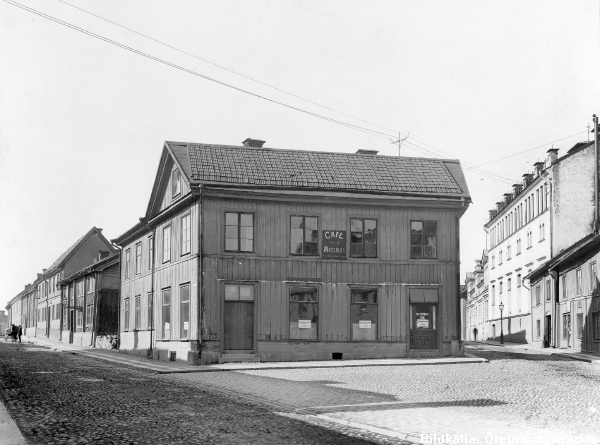
Näbbtorget år 1903. Drottninggatan 42 och Kyrkogårdsgatan 1 (nu Näbbtorgsgatan). Huset i mitten revs 1908. Där står "Näbbhuset" idag.

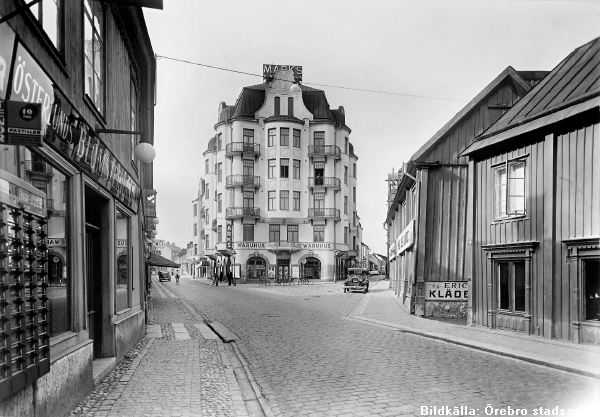
Drottninggatan söderut c:a 1930. Näbbtorget i förgrunden. Kyrkogårdsgatan böjer av mot höger. Alla husen utom "Näbbhuset" i mitten är rivna.

Näbbtorget är ett trekantigt torg i södra delen av centrum i Örebro. Platsen ligger där gågatan Näbbtorgsgatan möter Drottninggatan, mittemot varuhuset Krämaren.
Näbbtorgsgatan är en del av Örebros ursprungliga Gatun, d.v.s. föregångaren till vår tids Drottninggatan - Storgatan. I 1654 års stadsplan beslutade man om att den stora gatan skulle rätas ut och jämnas till. Fortfarande finns spår av Örebros gamla gata i Näbbtorgsgatan på Söder, liksom i Gamla Gatan vid Järntorget, och Olaus Petri kyrkogata och Lillågatan på Norr . Näbbtorget fick sitt namn år 1901 .
Nära trottoaren mot Drottninggatan finns ett stenfundament med en avbildning av jorden och månen som ingår i den 2,5 km långa modellen Solsystemet i Örebroformat.